# Stones Grow Her Name
Stones Grow Her Name – siódmy album studyjny fińskiego zespołu power metalowego Sonata Arctica, wydany w 2012 roku przez Nuclear Blast.

## Lista utworów
Opracowano na podstawie materiału źródłowego.
1. "Only the Broken Hearts (Make You Beautiful)" - 03:23
2. "Shitload of Money" - 04:52
3. "Losing My Insanity" - 04:03
4. "Somewhere Close to You" - 04:13
5. "I Have a Right" - 04:48
6. "Alone in Heaven" - 04:31
7. "The Day" - 04:14
8. "Cinderblox" - 04:08
9. "Don't Be Mean" - 03:17
10. "Wildfire, Part: II - One With the Mountain" - 07:53
11. "Wildfire, Part: III - Wildfire Town, Population: 0" - 07:57

Utwory bonusowe
- "Tonight I Dance Alone" - 03:27
- "One-Two-Free-Fall" - 03:49

## Twórcy
Opracowano na podstawie materiału źródłowego.
- Tony Kakko - teksty utworów, śpiew, instrumenty klawiszowe
- Elias Viljanen - gitara
- Tommy Portimo - perkusja
- Marko Paasikoski - gitara basowa
- Henrik Klingenberg - instrumenty klawiszowe

- Pekka Kuusisto - skrzypce w utworach "Don't Be Mean", "Cinderblox", "Wildfire Part: II" i "Wildfire Part: III"
- Peter Engberg - gitara, viola caipira, banjo w utworach "Alone in Heaven", "Don't Be Mean", "I Have a Right", "The Day", "Cinderblox"
- Lauri Valkonen - Kontrabas w utworach "Cinderblox", "Wildfire Part: II"
- Mikka Mylläri - trąbka w utworze "Shitload Of Money"
- Sakari Kukko - saksofon w utworze "Shitload Of Money"
- Anna Lavender - mówiony cytat w utworze "I Have a Right"
- Timo Kotipelto - śpiew w utworach "Only The Broken Hearts (make you beautiful)", "Shitload of Money", "I Have A Right", "Alone in Heaven"